# Processed Beats
Processed Beats is een nummer van de Britse indierockband Kasabian uit 2005. Het is de vierde single van hun titelloze debuutalbum.
In 2003 werd er al een demo van het nummer uitgebracht. Toen het nummer twee jaar later als volledige single verscheen, werd het een hit in het Verenigd Koninkrijk en bereikte daar de 17e positie. Het succes van het nummer waaide in mindere mate ook over naar Nederland. Het nummer bereikte een bescheiden 37e positie in de Nederlandse Top 40. Hiermee was het tot nu toe de enige hit voor Kasabian in Nederland.